# Нюе-Тонге
Нюе-Тонге (нід. Nieuwe-Tonge) — село в нідерландській провінції Південна Голландія. Входить до муніципалітету Гуре-Оверфлакке.
Його площа становить 14,23 км², а населення станом на 2021 рік складало 2 415 осіб.
Перша згадка про населений пункт датується 1480 роком.
До 1966 року мало статус окремого муніципалітету.

## Галерея

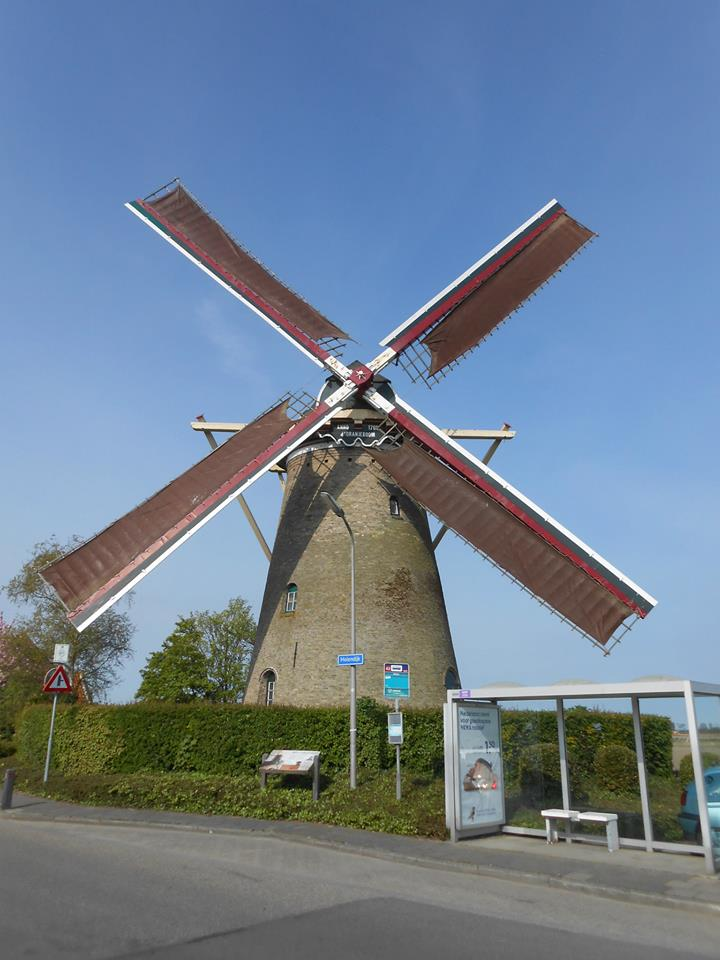
Вітряк D'Oranjeboom
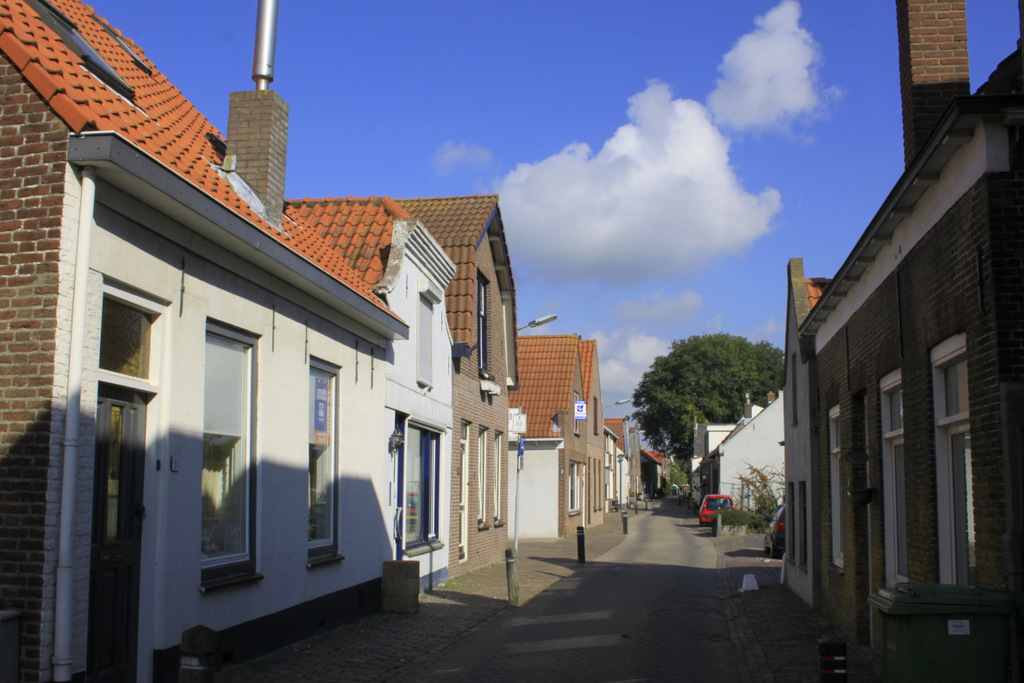
Сільська вулиця